# Maorimöwe
Die Maorimöwe (Chroicocephalus bulleri, Syn.: Larus bulleri) ist eine auf Neuseeland endemische Möwenart. Es handelt sich um eine mittelgroße Möwe mit einem weißen und grauen Gefieder und einer charakteristischen Zeichnung auf den Flügeln. Der Schnabel ist verhältnismäßig lang und schlank.
Die IUCN stuft die Maorimöwe als stark gefährdet (endangered) ein, da der Bestand in den letzten drei Jahrzehnten stark zurückgegangen ist.

## Erscheinungsbild
Die Maorimöwe erreicht eine Körperlänge von 35 bis 38 Zentimetern. Die Flügellänge beträgt 27,4 bis 31,0 Zentimeter. Die Flügelspannweite beträgt 81 bis 96 Zentimeter. Maorimöwen wiegen zwischen 109 und 299 Gramm, Männchen sind durchgängig etwas größer und schwerer als Weibchen.
Adulte Maorimöwen haben einen weißen Kopf, weißen Schwanz und eine weiße Körperunterseite. Der Mantel und die Flügeldecken sind sehr blass grau bis weißgrau. Die Schwingen sind weiß und am Ende schwarz gesäumt. Die Schnabelfarbe ist individuell verschieden. Sie reicht von durchgehend schwarz bis zu schwarz mit einer mattroten Schnabelbasis. Die Füße und Beine sind schwarz. Die Iris ist gelblich-weiß, der schmale Augenring ist schwarz.
Jungvögel sind ähnlich gefärbt wie adulte Vögel, weisen aber auf den Flügeldecken eine blass gelblich-rotbraune Fleckung auf. Einzelne Jungvögel weisen auch auf dem Oberkopf bräunliche Flecken auf. Der Schnabel ist bei Jungvögeln bis auf die schwarze Schnabelspitze gelblich-braun. Die Iris ist dunkel. 
Verwechslungsmöglichkeiten bestehen vor allem mit der ebenfalls in Neuseeland verbreiteten Rotschnabelmöwe. Die Maorimöwe unterscheidet sich von dieser Art vor allem durch ihren schlankeren und längeren Schnabel.

## Verbreitung und Bestand
Die Maorimöwe brütet an den Flüssen und Seen von Neuseeland. Ihr Hauptverbreitungsgebiet liegt auf der Südinsel, sie brütet jedoch auch an mehreren Stellen auf der Nordinsel. Im Winter hält sie sich mehr in den Küstengebieten Neuseelands auf. Während des Winterhalbjahres erreicht sie gelegentlich auch Stewart Island und die Snaresinseln. 
Der Bestand wird von der IUCN auf 96.000 geschlechtsreife Individuen geschätzt.

## Lebensweise
Maorimöwen suchen gelegentlich Müllplätze auf, um dort nach Nahrung zu suchen, fressen aber überwiegend Insekten, Fisch, wasserlebende Wirbellose und Regenwürmer. Gewöhnlich fressen sie in Schwärmen und entfernen sich während ihrer Nahrungssuche nicht weiter als fünf Kilometer von der Brutkolonie. Sie folgen während ihrer Nahrungssuche häufig pflügenden Traktoren und sind regelmäßig auf frisch umgebrochenen Feldern zu beobachten.
Maorimöwen sind Koloniebrüter. Paare nutzen häufig denselben Brutplatz mehrere Jahre hintereinander. Sie kehren in ihre Brutkolonien ab Mitte September zurück. Der Nestbau, der Anfang Oktober beginnt, ist weitgehend synchronisiert. Das Nest besteht aus kleinen Ästchen, die Nistmulde ist mit Gras ausgelegt. Das Gelege besteht gewöhnlich aus zwei Eiern, die Gelegegrößen können aber zwischen einem und drei Eiern variieren. Die Brutzeit beträgt 20 bis 24 Tage. An der Brut sind beide Elternvögel beteiligt. Die Küken sind nach etwa 26 Tagen flügge. Maorimöwen sind im Alter von zwei Jahren geschlechtsreif, brüten aber gewöhnlich erst, wenn sie ein Alter von drei bis vier Jahren erreicht haben.

## Belege

### Einzelbelege
1. 1 2  Factsheet auf BirdLife International
2. ↑   Shirihai, S. 228
3. ↑   Shirihai, S. 229